# Maria Cosma
Maria Cosma es una deportista rumana que compitió en piragüismo en la modalidad de aguas tranquilas. Ganó cinco medallas en el Campeonato Mundial de Piragüismo entre los años 1973 y 1978.

## Palmarés internacional
| Campeonato Mundial | Campeonato Mundial        | Campeonato Mundial | Campeonato Mundial |
| Año                | Lugar                     | Medalla            | Competición        |
| ------------------ | ------------------------- | ------------------ | ------------------ |
| 1973               | Tampere (Finlandia)       | Medalla de bronce  | K4 500 m           |
| 1974               | Ciudad de México (México) | Medalla de bronce  | K1 500 m           |
| 1974               | Ciudad de México (México) | Medalla de bronce  | K4 500 m           |
| 1977               | Sofía (Bulgaria)          | Medalla de plata   | K1 500 m           |
| 1978               | Belgrado (Yugoslavia)     | Medalla de bronce  | K1 500 m           |